# Деминг (Њу Мексико)
Деминг (енгл. Deming) град је у америчкој савезној држави Њу Мексико.

## Демографија
По попису из 2010. године број становника је 14.855, што је 739 (5,2%) становника више него 2000. године.
| Група             | 2000.         | 2010.          |
| Белци             | 4.578 (32,4%) | 4.275 (28,8%)  |
| Афроамериканци    | 173 (1,2%)    | 230 (1,5%)     |
| Азијати           | 68 (0,5%)     | 85 (0,6%)      |
| Хиспаноамериканци | 9.116 (64,6%) | 10.190 (68,6%) |
| Укупно            | 14.116        | 14.855         |